# حق رأی زنان در مکزیک
حق رأی زنان در مکزیک (انگلیسی: Women's suffrage in Mexico) در سال ۱۹۵۳ به آنان داده شد. مبارزه برای حق رأی زنان در مکزیک به قرن نوزدهم بازمی‌گردد که در سال ۱۹۵۳ به دست آمد.

## تاریخچه
قانون اساسی لیبرال مکزیک در سال ۱۸۵۷ زنان را از رأی‌دهی در مکزیک یا تصدی پست منع نمی‌کرد، اما قوانین انتخابات حق رأی را برای مردان محدود می‌کرد و در عمل زنان نه شرکت می‌کردند و نه تقاضای مشارکت در سیاست می‌کردند. سالها جنگ داخلی و مداخله فرانسه هرگونه توجه به نقش زنان در زندگی سیاسی مکزیک را به تعویق انداخت، اما در دوران جمهوری بازسازی شده و پورفیریاتو (۱۸۷۶–۱۹۱۱)، زنان شروع به سازماندهی برای گسترش حقوق مدنی خود، از جمله حق رأی کردند. نشریات سوسیالیستی در مکزیک از اوایل سال ۱۸۷۸ شروع به حمایت از تغییرات در قانون و عمل کردند. مجله La Internacional یک برنامه دقیق اصلاحات را بیان کرد که هدف آن «رهایی، توانبخشی و آموزش یکپارچه زنان» بود.
عصر پورفیریاتو تغییراتی را در قانون در مورد وضعیت زنان ثبت نکرد، اما زنان شروع به ورود به مشاغلی چون حقوق، پزشکی، داروسازی و تدریس کردند که نیاز به تحصیلات عالی داشتند. لیبرالیسم اهمیت زیادی برای آموزش سکولار قائل شد، به طوری که در اواخر قرن نوزدهم، نظام مدارس دولتی در حرفه معلمی گسترش یافت، که به نفع زنانی بود که مایل به تدریس و آموزش برای دختران بودند.

### انقلاب مکزیک
وضعیت زنان در مکزیک در طول انقلاب مکزیک، با فرانسیسکو مادرو، رقیب ادامه ریاست جمهوری پورفیریو دیاز، به موضوعی تبدیل شد که به حقوق زنان مکزیکی علاقه‌مند بود. مادرو بخشی از یک خانواده ثروتمند صاحب املاک در ایالت شمالی کوآهویلا بود که برای مدت کوتاهی در دانشگاه کالیفرنیا، برکلی تحصیل کرده بودند و به اروپا سفر کرده بودند و ایده‌ها و شیوه‌های لیبرال را جذب می‌کردند. همسر مادرو و همچنین دستیار شخصی زن او، سولداد گونزالس، علاقه او را به حقوق زنان افزایش دادند. گونزالس یکی از یتیمانی بود که مادروها او را به فرزندی پذیرفتند. دوره کوتاه ریاست جمهوری مادرو پر فراز و نشیب بود، و مادرو بدون هیچ تجربه سیاسی قبلی، نتوانست دلیل حق رأی زنان را مطرح کند.

## زنان انقلابی
والنتینا رامیرز، متولد ۱۸۹۳ در ایالت دورانگو، به عنوان یک مبارز زن شناخته می‌شود. او برای اینکه احساس آزادی کند، پس از مرگ پدرش در جنگ شرکت کرد. او با نام خوان رامیرز، لباس مردانه پوشید، زیرا سربازان زن مستقیماً اجازه حضور در میدان جنگ را نداشتند. حس شجاعت و استقلال او الهام بخش بسیاری از زنان برای پیوستن به جنگ شد. داستان او الهام بخش ایجاد یک کوریدو، «لا والنتینا» بود. در کوریدو، به نابرابری‌هایی که او در زمان مبارزه به عنوان یک زن در انقلاب با آن مواجه بود، اشاره می‌کند. شرکت او در جنگ توسط دولت رد شد زیرا آنها نمی‌خواستند تلاش‌های زنان را به رسمیت بشناسند.
شجاعت رامیرز باعث شده بود که مردم مکزیک به او لقب «مولان مکزیکی» را بدهند. مانند رامیرز، بسیاری از سربازان برای محافظت از هویت خود نام‌های مردانه را برگزیدند و لباس مردانه پوشیدند. زنان با پوشیدن لباس‌های مردانه در برابر خشونت جنسی در جنگ احساس امنیت می‌کردند.
از دیگر سربازان معروف می‌توان به آنجلا خیمنز که به فرشته جیمنز معروف بود اشاره کرد. او لباس مردانه پوشید و کسانی را که قصد شرمساری او را داشتند تهدید کرد. چهره برجسته ای که نماد فمینیسم «لا آدلیتا» است که نماد انقلابی است که زنی جذاب را به تصویر می‌کشد که برای جنگ مسلح شده‌است. با نشان دادن زنی که لباس جنگی به تن دارد، نشان می‌دهد که آنها هم می‌توانند شجاع باشند. این تصویر برخلاف تصور زنان در دهه ۱۹۱۰ است که در آن زنان ناتوان از جنگ در کنار مردان تلقی می‌شدند. تا بعد از انقلاب بود که انقلابیون زن مکزیک برای شرکت در جنگ شناخته شدند.

## فعالیت
در اواخر دهه ۱۹۱۰، با تأسیس مجله فمینیستی جدید، Mujer Moderna، که انتشار آن در سال ۱۹۱۹ متوقف شد، حمایت از حقوق زنان افزایش یافت. مکزیک شاهد چندین کنگره بین‌المللی حقوق زنان بود که اولین کنگره در مریدا، یوکاتان، در سال ۱۹۱۶ برگزار شد. کنگره بین‌المللی زنان حدود ۷۰۰ نماینده در آن شرکت کردند، اما به تغییرات پایدار منجر نشد.